# Râul Izvorul Alb, Moldova
Râul Izvorul Alb este un curs de apă, afluent al râului Moldova.

## Hărți
- Harta județului Suceava
- Munții Giumalău, Munții Rarău  Arhivat în 15 iunie 2009, la Wayback Machine.